# 卜部政巳
卜部 政巳（うらべ まさみ、1922年（大正11年）1月1日 - 1999年（平成11年）12月14日）は、日本の労働運動家、政治家。衆議院議員（2期）。

## 経歴
島根県出身。平壌で生まれる。1942年（昭和17年）専修大学専門部商科を修了。召集され陸軍軍曹となる。
郵政省に入省し松江地方貯金局（現貯金事務センター）勤務となる。その後、全逓（のちの日本郵政公社労働組合）島根地区書記長、全逓中央本部執行委員、同執行委員長、島根県労働組合総評議会議長、島根県物価対策協議会議長などを務めた。
1963年（昭和38年）11月の第30回衆議院議員総選挙に島根県全県区から日本社会党公認で出馬して初当選。第31回総選挙、また1968年（昭和43年）7月の第8回参議院議員通常選挙に島根県地方区から出馬したがいずれも落選。1969年（昭和44年）12月の第32回総選挙で再選され、衆議院議員に通算2期在任した。この間、社会党島根県連合会執行委員、同党統制委員長、同過疎地対策特別委員会事務局長、同住宅宅地政策委員会副委員長などを務めた。
1969年の選挙後、主要運動員であった全逓信労働組合島根地方本部執行委員長らが公職選挙法違反などで逮捕された。逮捕された委員長らは、選挙終盤の時期に日本社会党中央執行委員長名で卜部への投票を依頼する文書約1万通を組合員らに郵送。怪文書事件と騒がれる事態となっていた。
その後、第33回総選挙に立候補したが次点で落選した。
1992年（平成4年）春の叙勲で勲三等旭日中綬章受章。
1999年12月14日死去、77歳。死没日をもって正五位に叙される。